# Echinopsis tacaquirensis
Echinopsis tacaquirensis är en kaktusväxtart som först beskrevs av Vaupel, och fick sitt nu gällande namn av H. Friedrich och Gordon Douglas Rowley. Echinopsis tacaquirensis ingår i släktet Echinopsis och familjen kaktusväxter. Inga underarter finns listade i Catalogue of Life.

## Bildgalleri

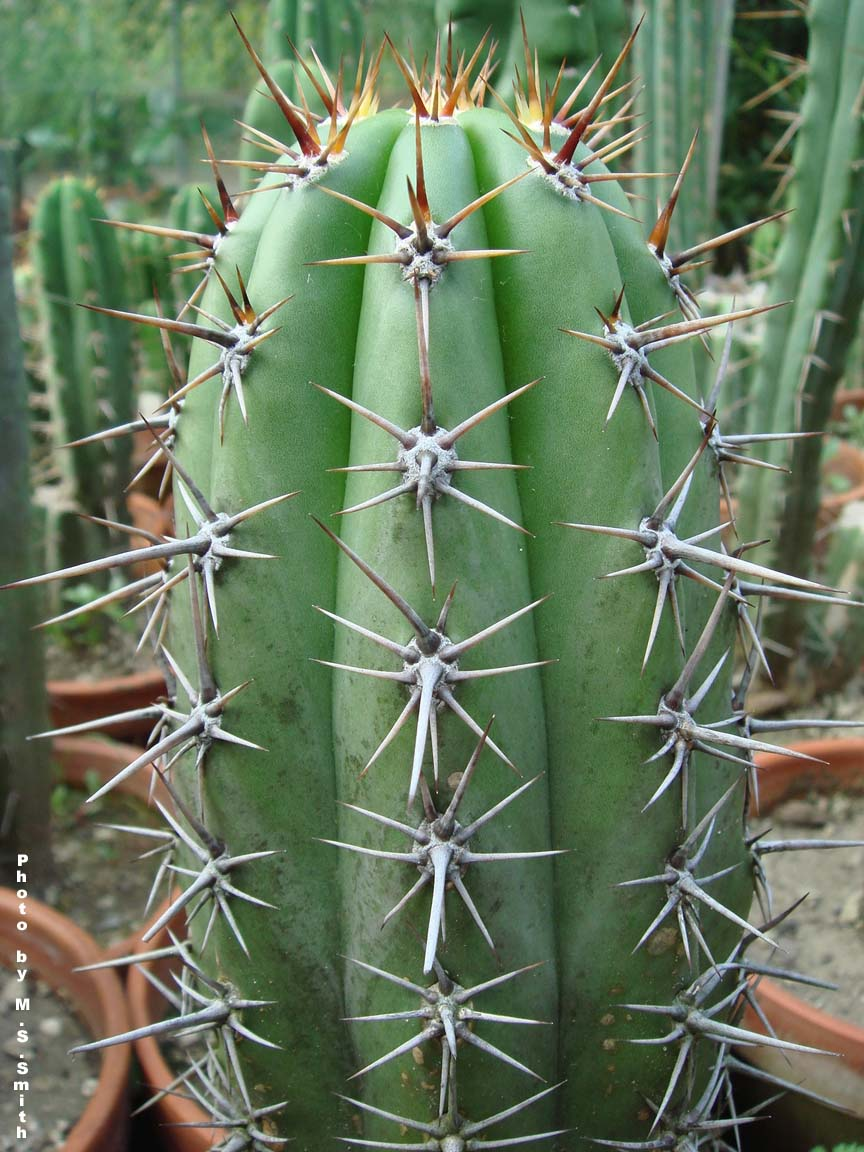
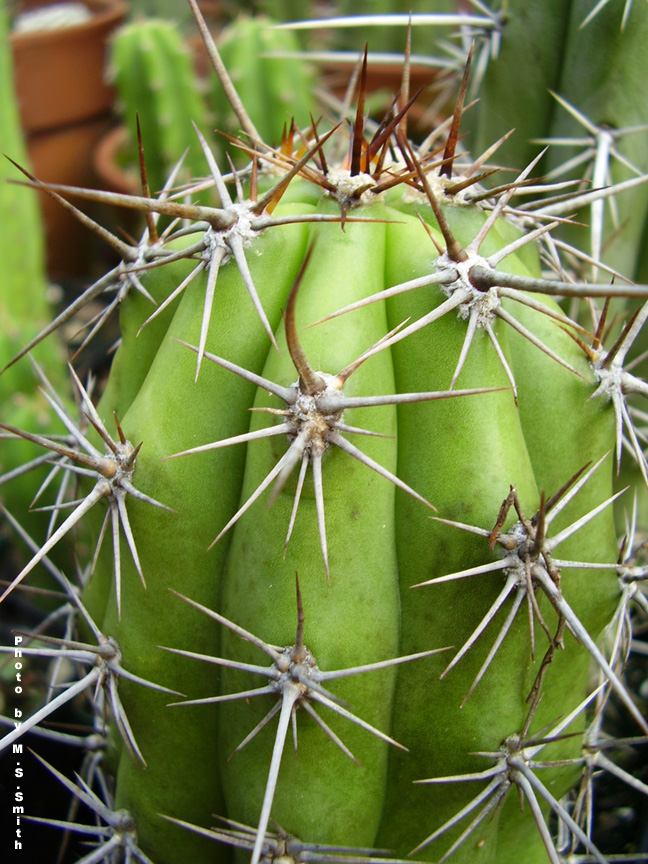
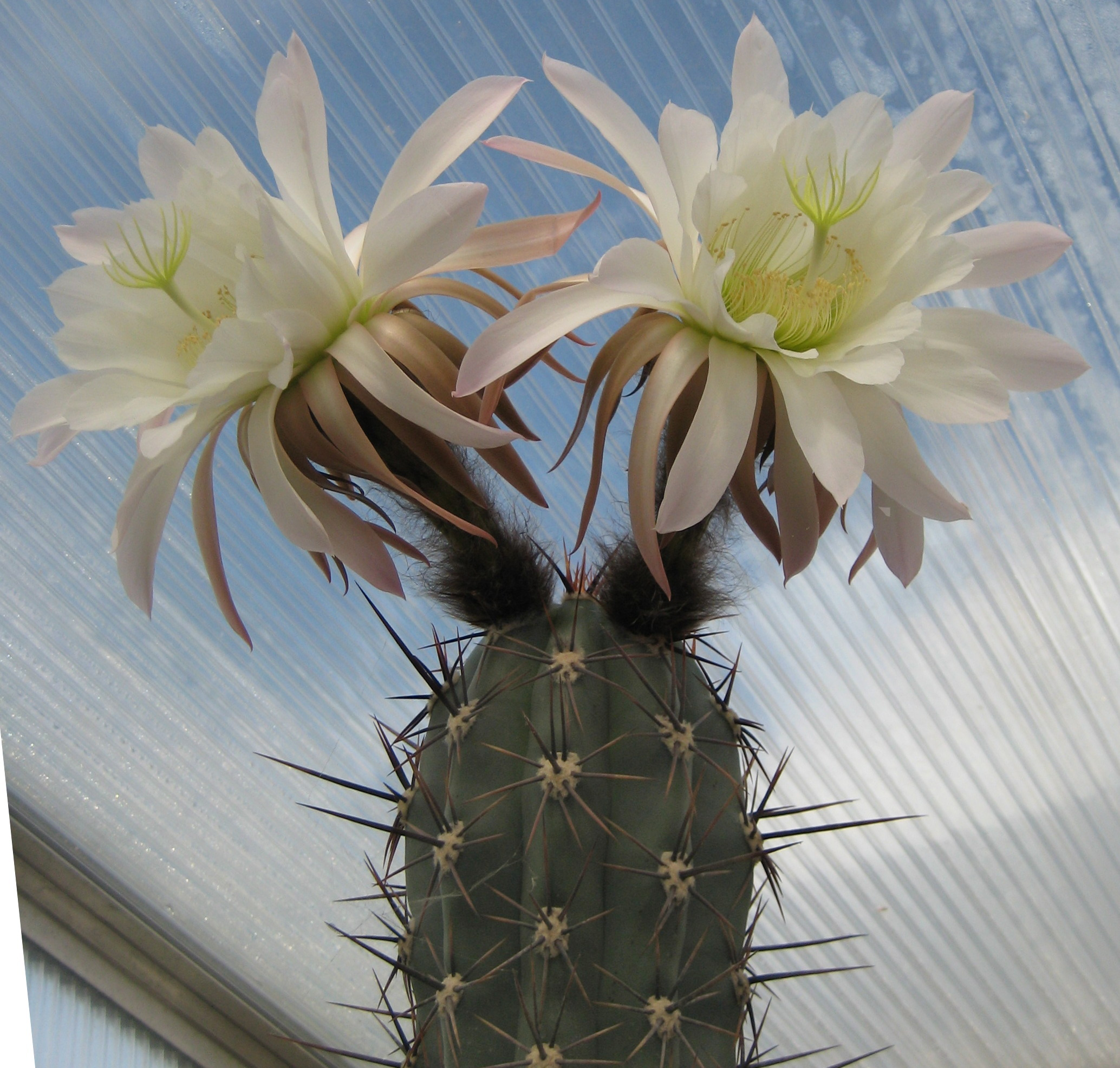